# Pogórze Myjawskie

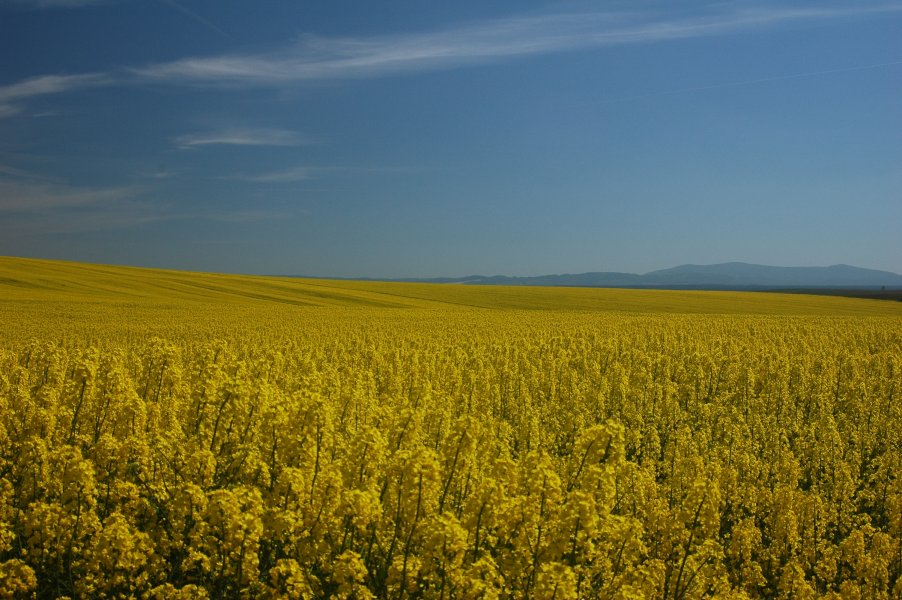

Pogórze Myjawskie (t. Pogórze Chwojnickie, słow. Myjavska pahorkatina, Chvojnicka pahorkatina) – kraina geograficzna w zachodniej Słowacji, na granicy z Morawami, północna część Niziny Zahorskiej.